# Pierre le Bègue de Villaines
Pierre de Villaines, genannt le Bègue de Villaines (spanisch Pedro el Vesque de Vilaines; * um 1330 im  Beauce; † 1406) war ein Feldhauptmann, Berater und Kammerherr (Chambellan) der französischen Könige Karl V. und Karl VI. Seine militärische Tätigkeit fällt in die Frühphase des Hundertjährigen Kriegs.

## Leben
Pierre de Villaines war Angehöriger einer Familie französischen Kleinadels, die in der Grenzregion zwischen dem Pariser Becken und dem Beauvaisis ansässig war. Er schlug eine kriegerische Karriere ein, in deren Verlauf er stets loyal zur Königsdynastie der Valois agierte. Zuerst nahm er 1356 im Heerbann des Königs Johann II. an der Belagerung des sich im Besitz Karls von Navarra befindlichen Évreux teil. 1357 wurde er Hauptmann (Capitaine) von Bayeux. 1360 avancierte er zum Kammerherrn des Dauphins (und nachmaligen Königs Karl V.), kaufte im gleichen Jahr die Festung La Ferté-sous-Jouarre dem englischen Hauptmann Thomas Vagorne (Waghorn) ab und fungierte als Hauptmann von Meaux. Von 1360 bis 1362 war er auch Seneschall von Toulouse und Carcassonne. Um 1361 unterdrückte er einen Aufstand in Clermont. Gegen Ende 1362 starb seine Gattin Luce de Chevreuse, Dame von Neauphle. 1364 kämpfte er zunächst bei Cocherel, nahm dann am 29. September des gleichen Jahres an der Schlacht von Auray teil und geriet dabei vorübergehend in Gefangenschaft.
Nach der Thronbesteigung Karls V. gruppierte Pierre de Villaines 1365 auf Befehl des Königs zusammen mit dem Heerführer Bertrand du Guesclin die nach dem Bretonischen Erbfolgekrieg demobilisierten großen Kompanien neu. Diese Truppenkontingente sollten in der Folge zur Unterstützung Heinrichs von Trastámara eingesetzt werden, der einen erbitterten Kampf gegen Peter den Grausamen und die mit diesem verbündeten Engländer um den kastilischen Thron führte. Pierre de Villaines kommandierte in Kastilien die Weiße Kompanie und kämpfte am 3. April 1367 in der Schlacht von Nájera auf der Seite Heinrichs von Trastámara, geriet aber nach dessen verheerender Niederlage in dieser Schlacht gegen Peter den Grausamen und den Schwarzen Prinzen erneut in Gefangenschaft, aus der er nach Bezahlung eines Lösegeldes entlassen wurde. Er nahm dann wie Bertrand de Guesclin weiterhin am kastilischen Bürgerkrieg teil und befehligte in der entscheidenden Schlacht von Montiel (14. März 1369) eine Kompanie von 300 Männern. Ihm gelang die Gefangennahme des fliehenden Peter des Grausamen, den er auslieferte. Heinrich von Trastámara, der nun als Heinrich II. neuer kastilischer König wurde, vermochte die Bertrand de Guesclin und dessen Söldnern versprochenen Gelder nicht aufzubringen und übertrug dafür u. a. am 20. Dezember 1369 Pierre de Villaines die Grafschaft Ribadeo, die dieser 1401 an den Condestable de Castilla Ruiz López Dávalos verkaufte.
1373 begab sich Pierre de Villaines wieder nach Frankreich und stand nun im Languedoc in den Diensten Herzog Ludwigs von Anjou. Am 1. September 1377 beteiligte er sich an der Einnahme von Eymet, die den von Bertrand de Guesclin geführten französischen Truppen gelang. 1380 wurde er Kammerherr des neuen französischen Königs Karl VI. 1381 war er im Krieg Johanns I. von Kastilien gegen Ferdinand I. von Portugal im Einsatz. Auch an der mit einem französischen Sieg endenden Schlacht bei Roosebeke (27. November 1382) nahm er teil. Ende 1383 begab er sich auf die Iberische Halbinsel, um im portugiesischen Erbfolgekrieg Militärdienst zu leisten.
Pierre de Villaines stieg 1388 zu einem der führenden Ratgeber, den sog. Marmousets, König Karls VI. auf, in welcher Stellung er vier Jahre verblieb. 1390 fungierte er als Gouverneur von La Rochelle, am Ende dieses Jahres und in der ersten Hälfte des folgenden war er zweimal zu diplomatischen Missionen in Kastilien unterwegs und im September 1391 ging er als Gesandter zum englischen König Richard II. Als Karl VI. 1392 endgültig geisteskrank wurde, übernahmen seine Onkel, die Herzöge Jean von Berry und Philipp der Kühne von Burgund, wieder die Regierung und vertrieben die Marmousets von der Macht. Bei dieser Gelegenheit wurde Pierre de Villaines im Palais du Louvre eingekerkert, durfte zwar bald sein Gefängnis wieder verlassen, musste aber ins Exil nach Kastilien gehen.
1394 gewann Pierre de Villaines die Gunst des französischen Königshofs zurück und konnte wieder seine Tätigkeit als königlicher Rat aufnehmen. Erneut wurde er zur Unterhaltung der diplomatischen Kontakte Frankreichs mit England und Kastilien verwendet. Ferner war er 1397 einer der Taufpaten von Louis de Valois, duc de Guyenne, dritter Sohn König Karls VI. Er pflegte nicht nur ein gutes Verhältnis mit Ludwig von Orléans, sondern auch mit Philipp dem Kühnen. 1401 wurde er Fürst von Yvetot. 1403 machte er der Kollegiatkirche Saint-Cosme de Luzarches eine Schenkung. Bis zu seinem 1406 eingetretenen Tod blieb Pierre de Villaines, der Ritter des Ordens des Sterns gewesen war, königlicher Berater.